# صاریغ دم‌حلقه‌ای رنگارنگ
صاریغ دم‌حلقه‌ای رنگارنگ (نام علمی: Pseudochirulus forbesi) کیسه‌داری از تیره شبه‌دستان، سردهٔ Pseudochirulus است که در اندونزی و پاپوآ گینه نو یافت می‌شود. در سیاهه قرمز IUCN، این جانور در وضعیت کمترین نگرانی طبقه‌بندی شده است.